# Miroslav Gajdůšek

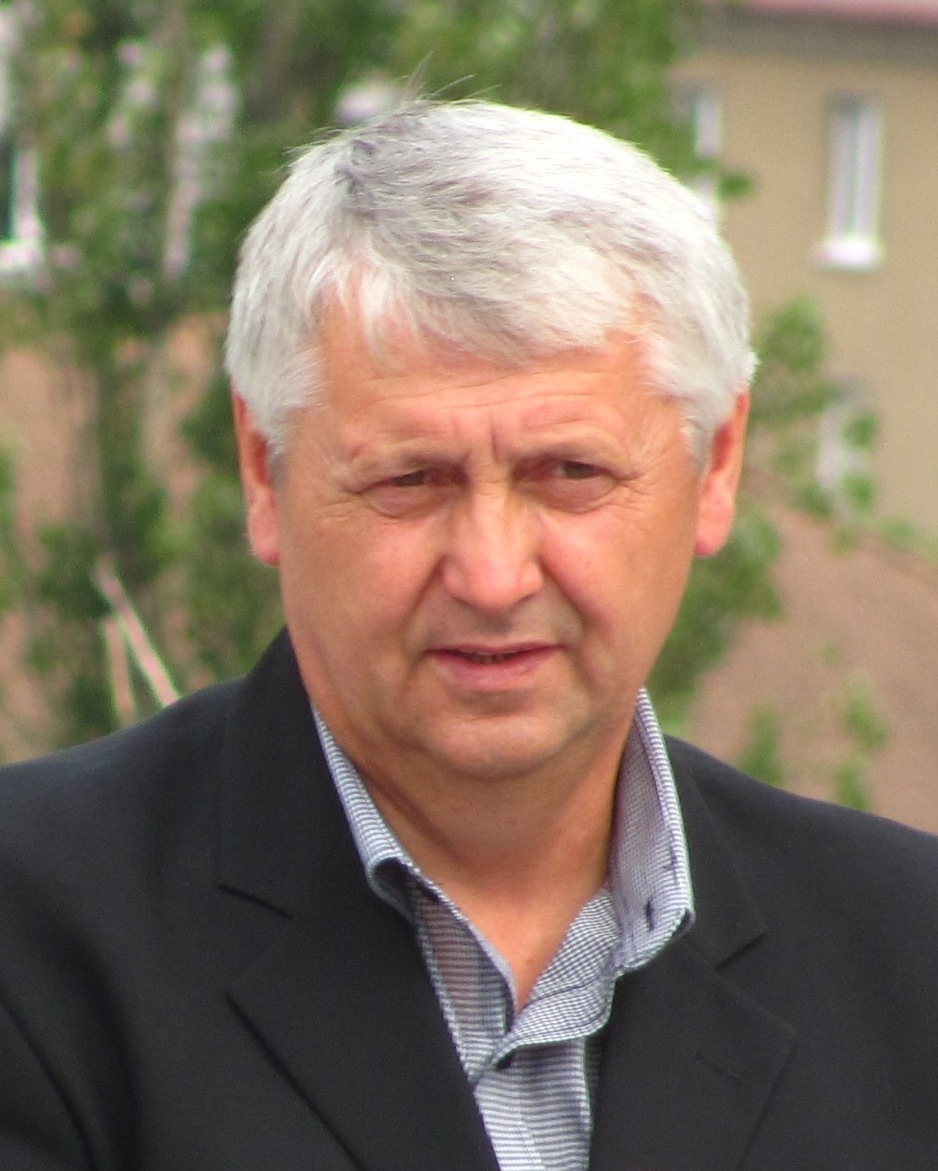
Miroslav Gajdůšek 2012

Miroslav Gajdůšek (* 20. September 1951 in Otrokovice, Tschechoslowakei) ist ein ehemaliger tschechischer Fußballspieler. Er galt als schussstarker, linker Flügelspieler.

## Karriere
Miroslav Gajdůšek fing mit dem Fußballspielen bei Jiskra Otrokovice an, 1969 wechselte er zu TJ Gottwaldov. 1970 wurde der Mittelfeldspieler von Dukla Prag verpflichtet, für das er bis 1981 spielte. Mit Dukla wurde Gajdůšek zweimal tschechoslowakischer Meister und ein Mal Pokalsieger. Er bestritt 355 Spiele für Dukla, in denen er 77 Treffer erzielte. Von 1981 bis 1984 spielte er für TJ Vítkovice und wechselte danach nach Österreich, wo er u. a. bei Stockerau, Horn, Geras spielte und beendete anschließend seine aktive Laufbahn.
Zwischen 1971 und 1980 spielte Gajdůšek 48 Mal für die tschechoslowakische Nationalmannschaft und schoss dabei vier Tore. Er nahm an der Europameisterschaft 1980 teil, bei der die tschechoslowakische Mannschaft die Bronzemedaille gewann.

### Erfolge
- Tschechoslowakischer Meister 1977 und 1979
- Tschechoslowakischer Pokalsieger 1981
- 3. Platz Europameisterschaft 1980

| Personendaten    | Personendaten                       |
| ---------------- | ----------------------------------- |
| NAME             | Gajdůšek, Miroslav                  |
| KURZBESCHREIBUNG | tschechoslowakischer Fußballspieler |
| GEBURTSDATUM     | 20. September 1951                  |
| GEBURTSORT       | Otrokovice                          |